# José Antonio Aguiriano Forniés
José Antonio Aguiriano Forniés (Vitòria, 9 d'agost de 1932 - Vitòria, 14 de maig de 1996) va ser un polític basc, militant del Partit Socialista d'Euskadi-PSOE.

## Biografia
Juntament amb el seu pare Fermín, va ser membre del reduït grup de persones que van formar l'agrupació socialista alabesa que es va reconstituir el 1953 de forma clandestina després de la Guerra Civil espanyola. Militant del Partit Socialista Obrer Espanyol (PSOE) i del sindicat Unió General de Treballadors (UGT) des de 1951; era el membre més jove de l'agrupació socialista alabesa de l'època, cosa que li va valer ser dirigent de les Joventuts Socialistes d'Euskadi entre 1953 i 1958.
Durant aquests anys va estudiar la carrera de Dret a la Universitat de Saragossa. El 1958, quan es trobava en Brussel·les realitzant un curs de formació en la Confederació Internacional de les Organitzacions Sindicals Lliures (CIOLS) van ser detinguts a Espanya Antonio Amat, màxim dirigent del PSOE d'Àlaba i altres militants socialistes, el que va posar al descobert la seva militància i li va impedir tornar a Espanya, a risc de ser empresonat. Llavors, amb 26 anys i la carrera acabada, la UGT el va nomenar enllaç a la CIOLS, on romandria durant la següent dècada. Entre 1973 i 1977 es va traslladar a Ginebra com a director de l'oficina de la CIOLS en aquesta ciutat i com a representant permanent de la CIOLS davant l'ONU. El 1974 va ser nomenat a més secretari dels Treballadors en l'Organització Internacional del Treball (OIT) i secretari del Grup dels Treballadors del Consell d'Administració de l'OIT. Va romandre en aquests càrrecs fins a 1978. Va participar en les conferències anuals de l'OIT i va tenir una labor important en el reconeixement internacional de les organitzacions sindicals lliures com Unió General de Treballadors, Comissions Obreres, Confederació Nacional del Treball, Eusko Langileen Alkartasuna, etc.; així com aïllant internacionalment els sindicats verticals franquistes.
Durant aquests anys de la Transició va tornar a la seva Vitòria natal durant els conflictes laborals que van sacsejar la ciutat com a representant de la CIOLS. Després de la mort de Francisco Franco la direcció del PSOE li va demanar tornar a Espanya per a encapçalar el partit socialista a Àlaba. Va abandonar les seves responsabilitats internacionals i convertit en un dels principals caps visibles del PSOE alabès durant la Transició Espanyola, va encapçalar les llistes d'aquest partit per Àlaba en les Eleccions generals espanyoles de 1977 i en les Eleccions generals espanyoles de 1979. Va ser Diputat del Congrés en la Legislatura Constituent d'Espanya i en la I Legislatura d'Espanya entre 1977 i març de 1980, quan va dimitir del seu càrrec com a diputat, sent substituït per Carlos Solchaga.
En aquests anys va compaginar la seva labor com a diputat amb la Conselleria de Justícia del Consell General Basc (1978-1980), l'òrgan preautonòmic de la comunitat autònoma del País Basc. Va ser un dels 13 membres de la ponència redactora de l'Estatut de Guernica. La dimissió de març de 1980 va ser per a presentar-se en les primeres Eleccions Autonòmiques Basques. Va ser escollit parlamentari basc i secretari de la Taula del primer parlament autònom basc. El gener de 1982 va dimitir dels seus càrrecs públics i va tornar a Ginebra com a director del Departament d'Activitats per als Treballadors de l'Organització Internacional del Treball, ja que va ocupar fins a 1991.
L'abril de 1991 va ser nomenat delegat del Govern al País Basc, un difícil càrrec de fort contingut polític i policial, a causa de la situació política basca. La labor d'Aguiriano va estar centrada en la lluita antiterrorista contra ETA; durant el seu mandat com a delegat del govern al País Basc (1991-1996), l'organització terrorista ETA va cometre prop de 40 assassinats al País Basc. Des d'aquest lloc va contribuir d'altra banda a millorar les relacions entre el Govern d'Espanya i el Govern Basc, sempre tibants per la situació política al País Basc. Després de perdre les eleccions generals el PSOE al març de 1996, Aguiriano es trobava ocupant el càrrec de delegat del Govern en funcions a l'espera que el nou govern del Partit Popular designés un nou delegat, quan va morir el 14 de maig de 1996 en el seu despatx de Vitòria víctima d'un atac cardíac. Dos anys abans havia sofert ja altre atac cardíac.
Li va ser concedida a títol pòstum la Gran Creu de l'Orde del Mèrit Civil. El seu germà Luis Alberto ha estat també una destacada figura del socialisme alabès, diputat (1986-2000) i senador (1977-1979/1982-1986).